# Fotadrevo
Fotadrevo este o comună (în malgașă kaominina) din sud-vestul statului Madagascar. Aceasta aparține districtului Ampanihy, care face parte din Regiunea Atsimo-Andrefana. Populația comunei a fost estimată la aproximativ 35.000 de locuitori la recensământul din 2001.
Învățământul secundar primar și junior sunt disponibile în oraș. Circa 60% din populația comunei sunt fermieri, în timp ce alți 30% își câștigă mijloacele de subzistență din creșterea animalelor. Cea mai importantă cultură este orezul, în timp ce alte produse importante sunt arahidele, maniocul și ceapa. Industria și serviciile asigură locuri de muncă pentru 1% și, respectiv, 9% din populație.